# …And the Circus Leaves Town
…And the Circus Leaves Town är den amerikanska hårdrocksgruppen Kyuss femte album, utgivet 1995. Albumet innehåller singeln "One Inch Man".

## Låtlista
1. "Hurricane" (Homme/Garcia) – 2:41
2. "One Inch Man" (Reeder/Garcia) – 3:30
3. "Thee Ol' Boozeroony" (Reeder) – 2:47
4. "Gloria Lewis" (Homme/Garcia) – 4:02
5. "Phototropic" (Homme) – 5:13
6. "El Rodeo" (Homme/Garcia) – 5:35
7. "Jumbo Blimp Jumbo" (Homme) – 4:39
8. "Tangy Zizzle" (Homme) – 2:39
9. "Size Queen" (Homme) – 3:46
10. "Catamaran" (Mario Lalli/Larri Lalli/Gary Arce) – 2:59
11. "Spaceship Landing" (Homme) – 34:04 (med gömda spår)
12. "Day One" (Reeder) - börjar vid 32:15 av "Spaceship Landing"

- "Catamaran" är en cover, ursprungligen av Yawning Man.